# Белокрылая морская свинья
Белокрылая морская свинья, или морская свинья Далля (лат. Phocoenoides dalli), — единственный вид рода Phocoenoides семейства морских свиней. Видовое название дано в честь американского натуралиста Уильяма Хилея Далла (1845—1927).

## Внешний вид и другие особенности
Самцы длиной 1,7—2 м, самки 1,7—1,8 м, средний вес 100—220 кг, новорождённый 1 м и ≈11 кг.
Спина и бока черные, на боках большое белое пятно от генитальной области до уровня спинного плавника или чуть дальше, белая кайма на спинном плавнике и лопастях хвоста, спинной плавник треугольный, слегка серповидный, у взрослых самцов скошенный вперед. У самцов выраженный горб перед хвостом. Известны две цветовые морфы этого вида: описанный выше dalli-тип и truei-тип, у которого белое пятно на боках сильнее заходит вперед — до уровня грудных плавников. Кроме того, существуют переходные стадии между этими морфами, встречаются также целиком черные животные и другие варианты окраски. В некоторых источниках это не просто цветовые морфы, а различные виды:  белокрылая морская свинья (Phocoenoides dalli) и южная белокрылая морская свинья (Phocoenoides truei).
В сравнении с афалиной у белокрылой морской свиньи в два раза больше отношение массы крови к массе тела, в три раза выше концентрация красных кровяных телец и в 1,4 раза больше относительная масса сердца, так как она и плавать может быстрее афалины, и нырять может глубже.
- Белокрылая морская свинья на быстром ходу взмётывает характерный фонтанчик брызг

## Распределение и популяции
Держатся как у берега, так и в открытом море. Обычный вид в дальневосточных водах, распространен от Японского до Охотского, Берингова и Чукотского морей, встречается у побережья острова Сахалин, Курильских и Командорских островов, Камчатки и Чукотки. Dalli-тип распространен повсеместно, truei-тип встречается в водах Приморья и южных Курильских островов. Раньше эти формы считали разными расами или подвидами, но недавние исследования показали, что это цветовые морфы, доля которых в разных популяциях варьирует. Известны гибриды между белокрылой и обыкновенной (Phocoena phocoena) морскими свиньями.

## Образ жизни и поведение
Обычно держатся группами численностью менее 20 животных, редко собираются стадами из нескольких сотен особей. Часто встречаются вместе с тихоокеанскими белобокими дельфинами, иногда некоторое время сопровождают группы рыбоядных косаток. Как правило, не выпрыгивают из воды. Могут нырять на глубину до 500 м. Всё время находятся в быстром движении, скорость достигает 37 км/ч, любят кататься на носовой волне быстро идущего судна. Характерна быстрая смена наружного кожного покрова на новый — за время порядка недели. Питаются рыбой и головоногими, охотятся обычно ночью.
Половозрелости достигают к 3,5 годам. Беременность 10—12 месяцев, лактация около 4 месяцев. Продолжительность жизни до 22 лет.
В неволе обычно живут мало, хотя выловленный около острова Анакапа в 1965 году самец по кличке Марти (англ. Marty) прожил в Пойнт-Мугу 21 месяц, потребляя ежедневно 12—14 кг пищи.